# 40-mm-Breda L/70

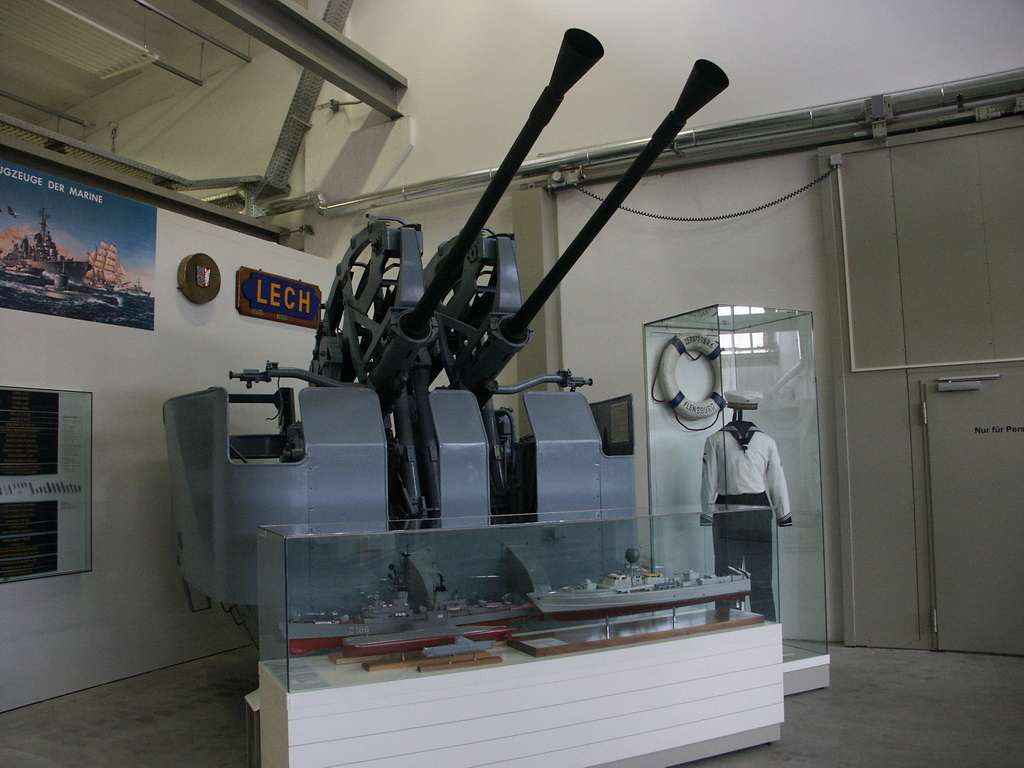
L70-FlaK, hier ohne Panzerkuppel in der Marineausführung

Die L70 von der Firma Breda ist eine zweirohrige Flugabwehrkanone.

## Geschichte
In den frühen 1980er-Jahren entwickelte die Firma Breda ein Zwillingsgeschütz zur Flugabwehr für die Marine. Das Potential des Geschützes war jedoch so groß, dass beschlossen wurde, eine landgestützte Version zu konstruieren. Der Erfolg war allerdings eher bescheiden. Bisher wurde das System lediglich von Venezuela beschafft. 1986 wurden 36 Geschütze geliefert.

## Technik
Das mit dem Marinegeschütz identische Turmkonstrukt sitzt auf einer vierrädrigen Lafette. Die Konstruktion erlaubt einen Seitenrichtbereich von 360°, der Höhenrichtbereich liegt bei −13° bis +85°. In der Feuerstellung werden sechs Stützen ausgefahren, die dem Geschütz zusätzliche Standfestigkeit verleihen. Der Turm selbst ist unbemannt, die Munition wird automatisch aus einem Magazin zugeführt. Das L70 verfügt über eine hohe Reaktionsgeschwindigkeit und eine schnelle Schussfolge. Die Waffe kann nicht nur gegen Hubschrauber und Flugzeuge, sondern wie ihr Gegenstück bei der Marine auch effektiv gegen Marschflugkörper eingesetzt werden. Die Kampfentfernung liegt bei 3500 bis 4000 Metern.
Als Suchradar wird meistens das niederländische Radarsystem „Flycatcher“ benutzt. Das Radar erlaubt die Zusammenfassung von sechs Geschützen und deren Kontrolle.

## Vor- und Nachteile
Die L70 eignet sich hervorragend zum Objektschutz und zur ortsfesten Verteidigung. Nachteilig ist, dass das Geschütz kaum in der Kampfzone untergebracht werden kann. Auf- und Abbau in der Feuerstellung dauern zu lange, um vor möglichen Artillerieschlägen sicher zu sein. Das System ist nicht luftverlastbar.

## Technische Daten
| Ursprungsland   | Italien                                                      |
| Besatzung       | 2 bis 4 Mann                                                 |
| Kaliber         | 40 mm                                                        |
| Kampfentfernung | 3500–4000 m                                                  |
| Länge           | 8,05 m                                                       |
| Breite          | 3,20 m                                                       |
| Höhe            | 3,70 m                                                       |
| Gefechtsmasse   | 11.100 kg                                                    |
| Munitionsvorrat | 440 Schuss                                                   |
| Munitionsarten  | hochexplosiv, panzerbrechend und hochexplosiv mit Leuchtspur |